# Inglis (Florida)
Inglis es un pueblo ubicado en el condado de Levy en el estado estadounidense de Florida. En el Censo de 2010 tenía una población de 1.325 habitantes y una densidad poblacional de 139,82 personas por km².

## Geografía
Inglis se encuentra ubicado en las coordenadas 29°1′59″N 82°39′33″O / 29.03306, -82.65917. Según la Oficina del Censo de los Estados Unidos, Inglis tiene una superficie total de 9.48 km², de la cual 9.44 km² corresponden a tierra firme y (0.41%) 0.04 km² es agua.

## Demografía
Según el censo de 2010, había 1.325 personas residiendo en Inglis. La densidad de población era de 139,82 hab./km². De los 1.325 habitantes, Inglis estaba compuesto por el 95.4% blancos, el 0.53% eran afroamericanos, el 0.6% eran amerindios, el 1.28% eran asiáticos, el 0% eran isleños del Pacífico, el 0.45% eran de otras razas y el 1.74% pertenecían a dos o más razas. Del total de la población el 4.68% eran hispanos o latinos de cualquier raza.